# Лень

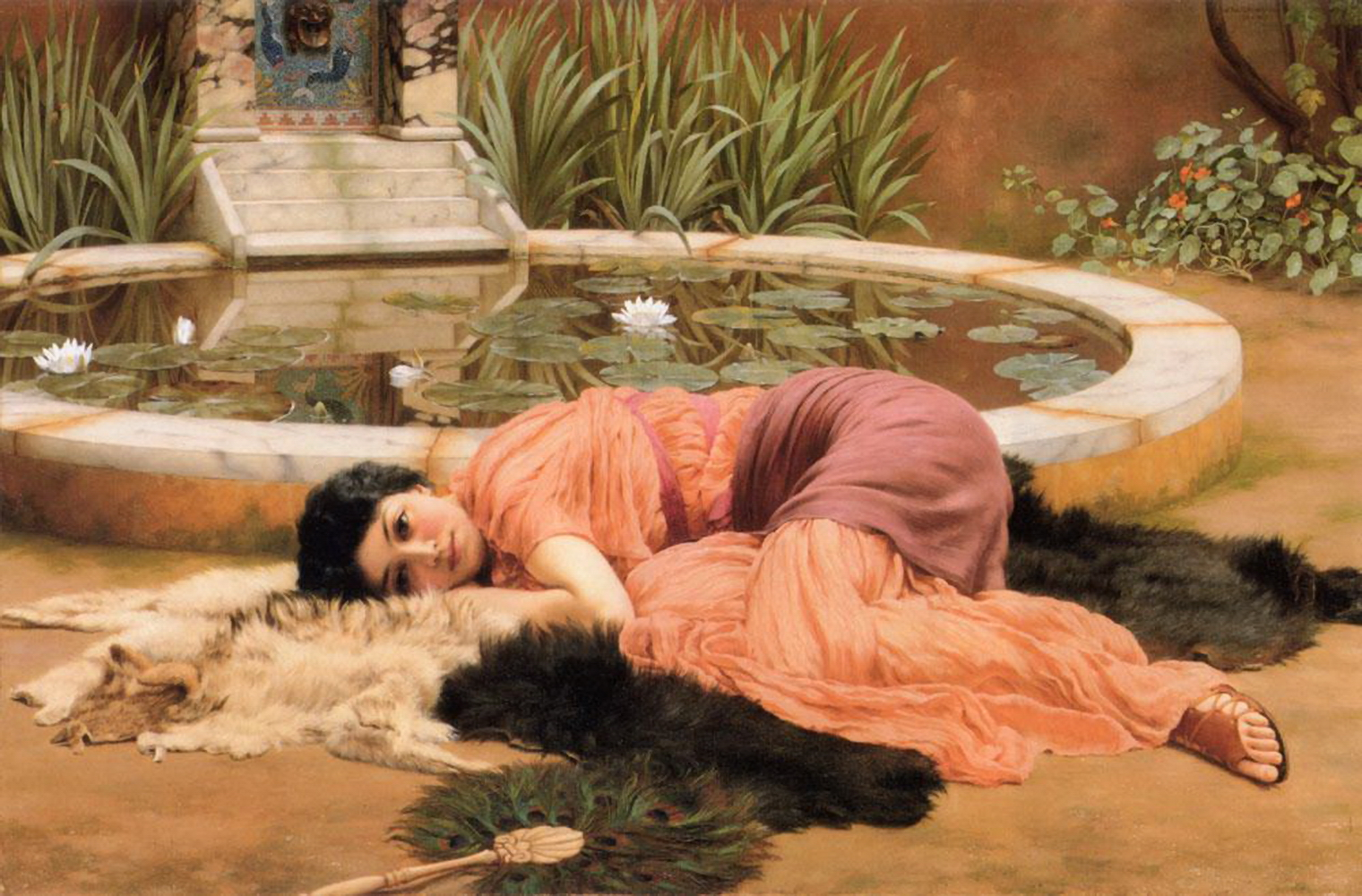
Джон Уильям Годвард, «Сладкое безделье» (1904)

Лень (также — безде́лье, реже — ле́ность) — отсутствие или недостаток трудолюбия, предпочтение свободного времяпрепровождения, а не трудовой деятельности. Обществом традиционно расценивается как порок, поскольку считается, что ленивый человек является нахлебником общества.
В ряде психологических экспериментов было подтверждено, что человек, находясь в коллективе, где его вклад не идентифицируется, проявляет социальную леность.
Не следует путать лень с естественной потребностью в отдыхе, с безволием, а также симптомами некоторых психических заболеваний, таких как депрессия, синдромом дефицита внимания, расстройством сна, шизофрении и так далее.

## Определения лени, причины лени

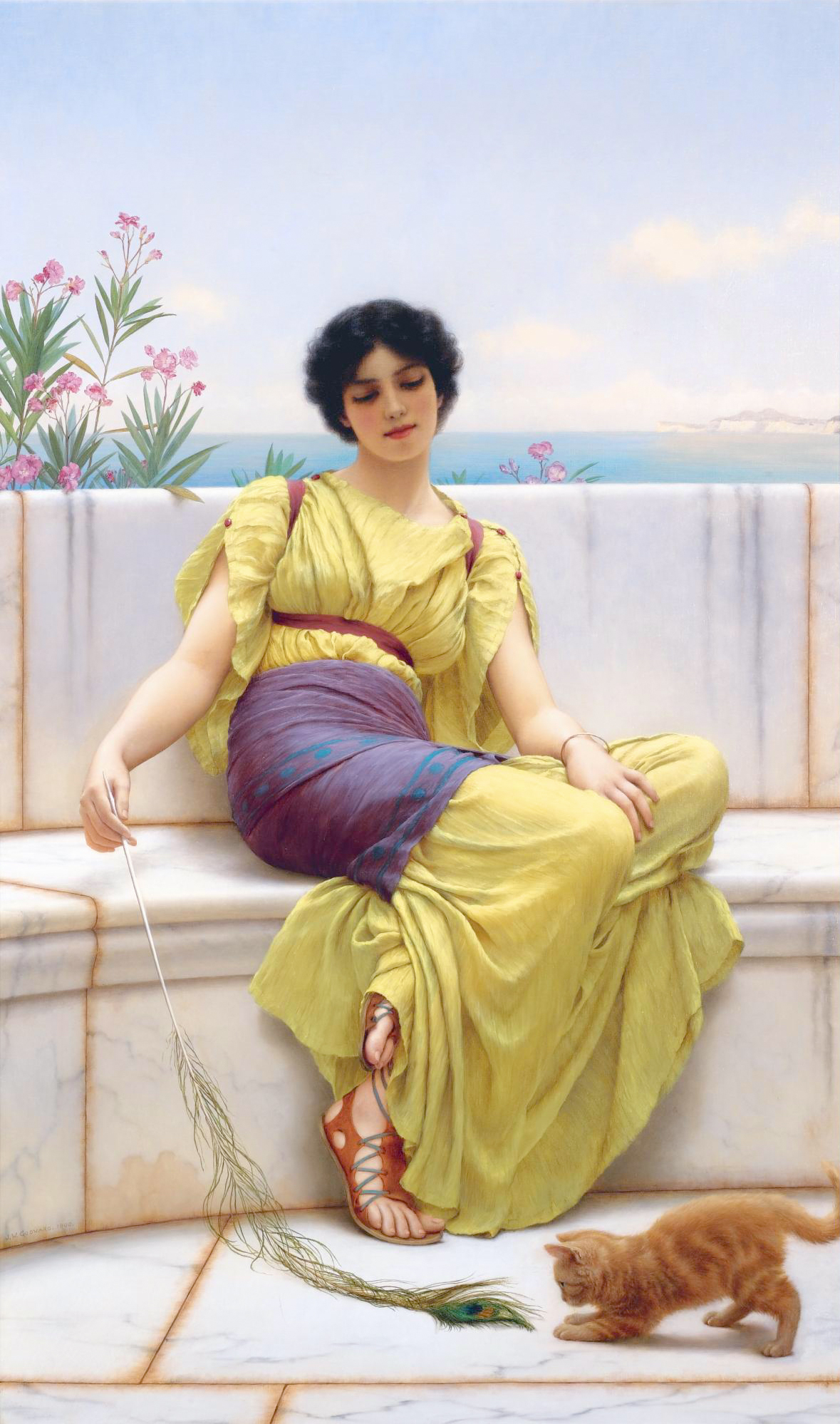
Джон Уильям Годвард, «Праздность» (1900)

Другое определение лени — «потребность в экономии энергии». Лень — стремление человека отказаться от преодоления трудностей, устойчивое нежелание совершать волевое усилие.
Причинами лени могут быть:
- Переутомление, объективная вымотанность организма, растраченность физических, энергетических и эмоциональных ресурсов.
- Низкий тонус.
- Плохое самочувствие.
- Несоответствие нашего «должен» нашему «хочу» — когда мы тратим время своей жизни на дела, не являющиеся для нас желанными.
- Интуитивное ощущение ненужности выполняемой в данный момент задачи.
- Неподготовленность к решению предстоящих задач.
- Отсутствие привычки к бодрой и деятельной жизни.
- Отсутствие опыта самостоятельной деятельности.
- Большое количество дел и отсутствие плана.
- Желание отдохнуть.

Часто лень может быть признаком депрессии.
В психологии лень — это отсутствие мотивации.
Высшая степень лени, по «Толковому словарю живого великорусского языка» В. И. Даля, называется «отеть».

## Психология
С точки зрения психологии, лень характеризуется больше как вредная привычка, а не психическое расстройство. Главными причинами низкой самооценки, дурных черт характера, отсутствия дисциплины являются неуверенность в собственных силах, отсутствие интереса к какой-либо деятельности или же убеждений в её неэффективности. Исследования в данном направлении показали, что лень — следствие понижения уровня мотивации, вызванная чрезмерной стимуляцией или большим количеством факторов, которые способствуют высвобождению в головном мозге дофамина, отвечающего за удовольствие. Чрезмерное высвобождение дофамина приводит к притуплению нейронных моделей, а также негативно сказывается на передней части мозга, отвечающую за восприятие риска. Специалисты, занимающиеся изучением синдрома дефицита внимания и гиперактивности, говорят, что чрезмерная активность может быть причиной проблем с поведением, рассеянного внимания и эмоциональных травм, впоследствии приводящих к лени, которая может проявляться в виде защитной реакции организма.

## Социальные примеры
Заболевание анкилостомоз (сыпь рудокопов) вызывается паразитическими круглыми червями. В народе этих червей прозвали «зародыши лени», потому что симптомами являются слабость, утомляемость, анемия.

## Религия

### Христианство
В книгах Притчей и проповедника Екклесиаста отмечено, что лень может привести к бедности, ухудшению условий жизни (Прит. 10:4, Екк. 10:18). При этом ленивый человек неприятен для окружающих (Прит. 10:26)(Сир. 22:2).
Один из главных грехов в католицизме — это лень (acedia), которое часто определяется как духовная и/или физическая апатия. В русском православии аналогичную трактовку активно использовал Тихон Задонский, считая одним из семи смертных грехов «леность, или уныние, то есть холодность и нерадение о душевном спасении».

### Ислам
كسل (Касал) — использующийся в Коране арабский термин для обозначения лени, бездеятельности и медлительности. Противоположностью лени является Джихад аль-Нафс, то есть борьба против своего эго. Молитвы пять раз в день, а также натощак являются частью действий против лени. В исламе считается, что лень идёт из ада.

### Буддизм
В буддизме термин kausīdya обычно переводится как «лень» или «духовная леность». Каусидья определяется как нездоровая деятельность, такая как лежание или потягивание, вместо того, чтобы работать над чем-либо положительным.

## Лень в культуре
- «Лень» — гравюра, рисунок пером для цикла из семи гравюр «Семь смертных грехов», написанная в 1557 году.
- «Лень» — мультфильм 1979 года, снятый Евгением Сивоконем на киностудии «Киевнаучфильм».
- «Лень» — мультфильм 1981 года, снятый Александром Полушкиным на студии «Куйбышевтелефильм».
- В «Божественной комедии» Данте Алигьери лентяи находятся в 5-м круге ада и на 4-м круге чистилища.
- Роман Ивана Гончарова «Обломов».
- Хуан Тамад (Ленивый Джон), филиппинский персонаж фольклора.